# Nanchez
Nanchez község Franciaország Burgundia-Franche-Comté régiójában, Jura megyében. Új községként 2016. január 1-jén jött létre Chaux-des-Prés és Prénovel község egyesítésével. 2019. január 1-jén a korábbi Les Piards és Villard-sur-Bienne község is csatlakozott Nanchez új községhez. Lakosainak száma 761 fő (2022. január 1.).

## Népesség
| Lakosok száma | 806  | 810  | 805  | 789  | 775  | 761  |
|               | 2017 | 2018 | 2019 | 2020 | 2021 | 2022 |